# Диалло, Ибрахима
Ибрахима Кандиа Диалло (фр. Ibrahima Kandia Diallo; 15 ноября 1941, Конакри — 10 мая 2018, XIX округ Парижа) — гвинейский футболист, полузащитник. Участник летних Олимпийских игр 1968 года и Кубка африканских наций 1970.

## Биография
В 1968 году главный тренер национальной сборной Гвинеи Наби Камара вызвал Ибрахима на летние Олимпийские игры в Мехико. В своей группе Гвинея заняла последнее четвёртое место, уступив Колумбии, Мексики и Франции. Ибрахима Диалло на турнире сыграл в двух матчах.
В 1970 году участвовал на Кубке африканских наций, который проходил в Судане. Сборная Гвинеи заняла предпоследнее третье место в своей группе, обогнав Конго и уступив Гане и Объединённой Арабской Республике. Диалло сыграл в двух играх данного турнира.